# بتیوکی سود
بتیوکی سود (به لاتین: Betioky Sud) یک منطقهٔ مسکونی در ماداگاسکار است که در بخش بتیوکی-آتسیمو واقع شده‌است. بتیوکی سود ۲۵٬۶۱۲ نفر جمعیت دارد.